# Miloš Zeman
Miloš Zeman (Kolín, 28 september 1944) is een Tsjechisch sociaaldemocratisch politicus. Van 8 maart 2013 tot 9 maart 2023 was hij president van het land.
De Tsjechische econoom Miloš Zeman was van 1968 (de Praagse Lente) tot 1970 lid van de Tsjechoslowaakse communistische partij. Na de omwenteling, trad hij tot het Burgerforum, tot de Burgerlijke beweging en in 1992 tot de Tsjechische Sociaaldemocratische Partij (ČSSD) toe (van 1993 tot 2001 was hij de voorzitter).
Van 1996 tot 1998 was hij voorzitter van het lagerhuis in Tsjechië, om nadien van 1998 tot 2002 premier van het land te worden. 
In 2009 was Zeman de stichter van de partij Strana Práv Občanů (SPOZ), nadat hij eerst uit de ČSSD was gestapt.
Op 26 januari 2013 werd hij winnaar van de presidentsverkiezingen met 54,8% van de stemmen en won daarmee van Karel Schwarzenberg. Het was de eerste keer dat een president rechtstreeks door het volk werd verkozen. Bij de eerste ronde waren er nog negen kandidaten, waar Zeman 24,21% van de stemmen haalde. Op 27 januari 2018 volgde hij zichzelf op door in de tweede ronde van de presidentsverkiezingen de onafhankelijke kandidaat Jiří Drahoš te verslaan. Op 19 oktober 2022 kondigde Zeman aan dat hij aan het einde van zijn tweede termijn, op 9 maart 2023, met pensioen zou gaan. Zeman werd opgevolgd door Petr Pavel die op 28 januari 2023 is verkozen tot de nieuwe president van Tsjechië.
De president in Tsjechië heeft grotendeels een ceremoniële functie. Hij vertegenwoordigt Tsjechië in het buitenland en benoemt de premier, de rechters van het grondwettelijke hof en de raad van de nationale bank.
- Bibliothèque nationale de France: cb122696287 (data)
- Gemeinsame Normdatei: 119399318
- International Standard Name Identifier: 0000 0001 0889 6997
- Library of Congress Control Number: nr93018575
- Nationale Bibliotheek van Letland: 000262682
- Nationale Bibliotheek van Tsjechië: jk01152493
- Nationale Bibliotheek van Polen: a0000001182110
- Système universitaire de documentation: 11220872X
- Virtual International Authority File: 39436415
- WorldCat: E39PBJfx8q76JpvjkXvcgKth73